# Saint-Jean-de-Rives
Saint-Jean-de-Rives är en kommun i departementet Tarn i regionen Occitanien i södra Frankrike. Kommunen ligger i kantonen Lavaur som tillhör arrondissementet Castres. År 2022 hade Saint-Jean-de-Rives 512 invånare.

## Befolkningsutveckling
Antalet invånare i kommunen Saint-Jean-de-Rives
| Referens: INSEE |